# ديربي طهران

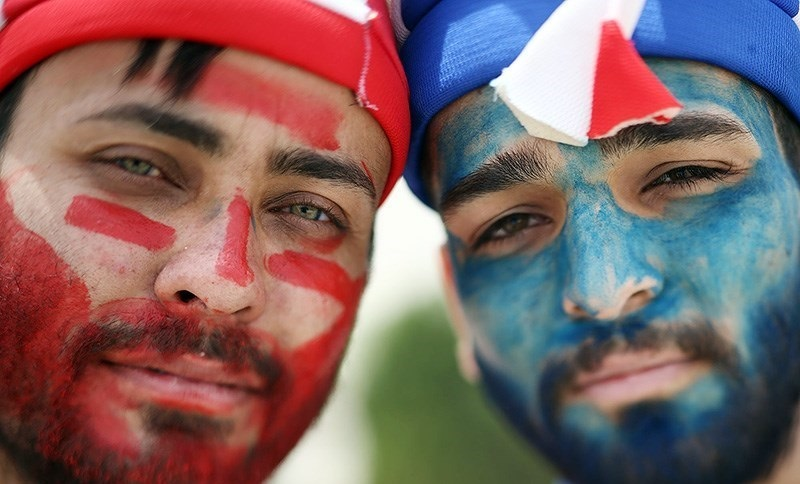
مشجع لفريق برسبوليس واستقلال قبل مباراة ديربي طهران في ملعب آزادي

ديربي طهران هي مباراة كرة قدم بين فريق نادي استقلال طهران ونادي برسبوليس وكلاهما من العاصمة طهران ، ويلتقي الفريقان مرتين في كل موسم في الدوري الإيراني للمحترفين لكرة القدم ، وتقام مبارياتهم على ملعب آزادي اللذي يتسع لأكثر من 100000 مشجع .